# El Cristo (Panama, Coclé)
Pour les articles homonymes, voir El Cristo.
El Cristo est un corregimiento situé dans le district d'Aguadulce, province de Coclé, au Panama. En 2010, la localité comptait 4 017 habitants.